# Kleingewässer westlich Boldekow bei Rubenow (OVP)
Kleingewässer westlich Boldekow bei Rubenow (OVP) este o arie protejată (arie specială de conservare — SAC, sit de importanță comunitară — SCI) din Germania întinsă pe o suprafață de 18 ha, integral pe uscat.

## Localizare
Centrul sitului Kleingewässer westlich Boldekow bei Rubenow (OVP) este situat la coordonatele 53°43′30″N 13°33′12″E / 53.725°N 13.5533°E.

## Înființare
Situl Kleingewässer westlich Boldekow bei Rubenow (OVP) a fost declarat sit de importanță comunitară în aprilie 2004 pentru a proteja 2 specii de animale. Situl a fost protejat și ca arie specială de conservare în august 2016.

## Biodiversitate
Situată în ecoregiunea continentală, aria protejată conține 1 habitat natural: Lacuri eutrofice naturale cu vegetație de tip Magnopotamion sau Hydrocharition.
La baza desemnării sitului se află mai multe specii protejate de  amfibieni (2): buhai de baltă cu burta roșie (Bombina bombina), triton cu creastă (Triturus cristatus)